# بابلو أندريس غونزاليس
بابلو أندريس غونزاليس (بالإسبانية: Pablo Andrés González) (و. 1985  م) هو لاعب كرة قدم، من الأرجنتين، ولد في تانديل، يلعب كمهاجم.

## روابط خارجية
- بابلو أندريس غونزاليس على موقع قاعدة بيانات كرة القدم.إي يو (الإنجليزية)
- بابلو أندريس غونزاليس على موقع Soccerway.com (الإنجليزية)
- بابلو أندريس غونزاليس على موقع عالم كرة القدم.نت (الإنجليزية)